# لا مادلين بوفيت (أورن)
لا مادلين بوفيت هي بلدية في أورن في شمال غرب فرنسا.